# Саген, Тор
Тор Саген (норв. Tore Sagen; род. 7 ноября 1980 года, Осло, Норвегия) — норвежский актёр и комик.

## Биография
Тор Саген — второй ребёнок в семье. У него есть старший брат Стейнар (род. в 1975 году). В детстве семья Сагенов часто переезжала из одного района в другой в городе Осло.
После окончания средней школы Тор Саген должен был отправиться учиться в Университет Осло, но отказался от этого, получив предложение стать помощником редактора в Норвежской вещательной корпорации. Затем он стал репортёром. Также Тор учился в школе рекламы, но бросил её, когда получил предложение выступить в качестве продюсера в радиопередаче. Сейчас Тор работает на радио и ТВ. В основном исполняет сатирические роли.
Принял участие, как актёр, в фильмах: «Отважный Ю» (2010) и «Почти мужчина» (2012).
Сегодня Тор Саген живёт в Осло, у него есть свой дом с садом на холме. Имеет пса по кличке «Бигги». Когда-то Тор любил играть в футбол. Владел машиной Mercedes-Benz, сейчас у него Audi. Рост актёра 192 см. Интересы: еда, ТВ, отдых на солнце, чтение книг, решение кроссвордов. Страдает близорукостью. Тор Саген восхищается деятельностью Руаля Амундсена.
Тор Саген женился на актрисе Ливе Нелвик летом 2013 года.